# 3753 Cruithne
A 3753 Cruithne (ideiglenes jelöléssel 1986 TO) a Föld egyik trójai kisbolygója, egy földközeli kisbolygó. Duncan Waldron fedezte fel 1986. október 10-én.
Tudományos érdekessége, hogy több más kisbolygóhoz hasonlóan a kémiai összetétele a Naprendszer kialakulásakor fennálló állapotokat tükrözi.

## Pályájának különlegessége

A Cruithne kisbolygó pályája a Naphoz rögzített, a keringő Földet is bemutató koordináta-rendszerben

A Cruithne kisbolygó pályája a Földdel együtt forgó koordináta-rendszerben (sárga vonal)

A Jupiter Lagrange-pontjaihoz tartozó trójai kisbolygóknál számoltak ki először olyan kisbolygópályákat, amelyeknek együtt forgó koordináta-rendszerben a pályaburkoló görbéje lópatkóhoz hasonlít. Ez a mozgástípus a háromtest-probléma egyik látványos megoldása arra az esetre, amikor egy nagyobb égitest körül csaknem körpályán keringő másik égitesthez - például a Nap körül keringő Jupiterhez - kisebb égitestek is kapcsolódnak mozgásukban. E pályák a Naphoz viszonyított koordináta-rendszerben Nap körüli pályák, azonban ha néhány pályaelemük kissé elhangolódik, akkor pályájuk finom elmozdulásokat végez a Naphoz viszonyított koordináta-rendszerben is.
Ilyen lópatkó pályán keringő, anyabolygóhoz csatolt mozgású kisbolygót a Neptunusz, a Mars és a 2002 AA29 kisbolygó esetében a Föld társaságában is megfigyeltek. Ezekkel a pályákkal rokon pályán mozog a Cruithne is, de pályája a Föld L4 Lagrange pontja körül záródó pálya.
Vannak a lópatkó pályához igen hasonló, de az anyabolygóhoz erősebben csatolt olyan kisbolygópályák is, amelyeknek az anyagbolygóval együtt forgó koordináta-rendszerben az anyabolygó körül záródik a pályája. Az ilyen kisbolygókat az anyabolygó távoli holdjainak is tekinthetjük. Ma már több olyan kisbolygó ismert a Föld környezetében, amelyek vagy Föld körül záródó pályán, vagy lópatkó pályán mozognak, és időnként átbillennek a kétféle pályaállapot között.
Pályájának érdekessége, hogy keringési ideje 1:1-es rezonanciában van a Földével, vagyis közel azonos idő alatt kerüli meg a Napot, mint a Föld, ezért kissé tréfásan a Föld „második hold”-jának is nevezik. Legkisebb távolsága a Földtől 12 500 000 km, tehát jóval távolabb  van (32x), mint a Hold. Nincs a Földdel ütköző pályán.